# ネスター
株式会社ネスター（Nestor ）は、島根県雲南市加茂町に本社を置く業務用厨房機器メーカーである。大手業務用厨房機器メーカーホシザキの子会社。
2024年1月1日、島根工場第一工場と第二工場のある島根県雲南市の南加茂企業団地内に第三工場を建設し、愛知県大府市から本社を移転した。また、大府市にあった本社工場で製造していた製品も移管し、製造拠点を集約している。

## 沿革
- 1967年（昭和42年）12月 - 愛知県海部郡大治村西条（現・大治町）に、ホシザキ電機株式会社（現・ホシザキ株式会社）の子会社「星崎工業株式会社」として設立[5]。
- 1987年（昭和62年）12月 - 愛知県大府市に本社を移転および「株式会社ネスター」に商号を変更[5]。
- 2006年（平成18年）7月 - 株式交換によりホシザキ電機株式会社の完全子会社となる（現：連結子会社）[5]。
- 2022年（令和4年）9月30日 - 「ネスター」ブランドの使用、ならびに自社での営業活動を終息。翌10月1日からは「ホシザキ」ブランドとしてホシザキが販売元となる。
- 2024年（令和6年）1月1日 - 愛知県大府市から島根県雲南市に本社を移転。これに伴い大府工場を閉鎖[5]。

## 主な製品
- 電子レンジ - 東芝ライフスタイルから事業を譲り受けた。
- 真空マイクロ波解凍機 - 同上。
- ロストルクリーナー
- 電磁調理器
- コンベアトースター
- 冷水チラー
- 冷蔵ショーケース
- 熟成乾燥庫

など

## 事業所
- 本社・本社工場（島根県雲南市）[6]